# تیشانووو
تیشانووو (به بلغاری: Tishanovo) یک منطقهٔ مسکونی در بلغارستان است که در شهرستان نوستینو واقع شده‌است.